# Saltiri de Westminster

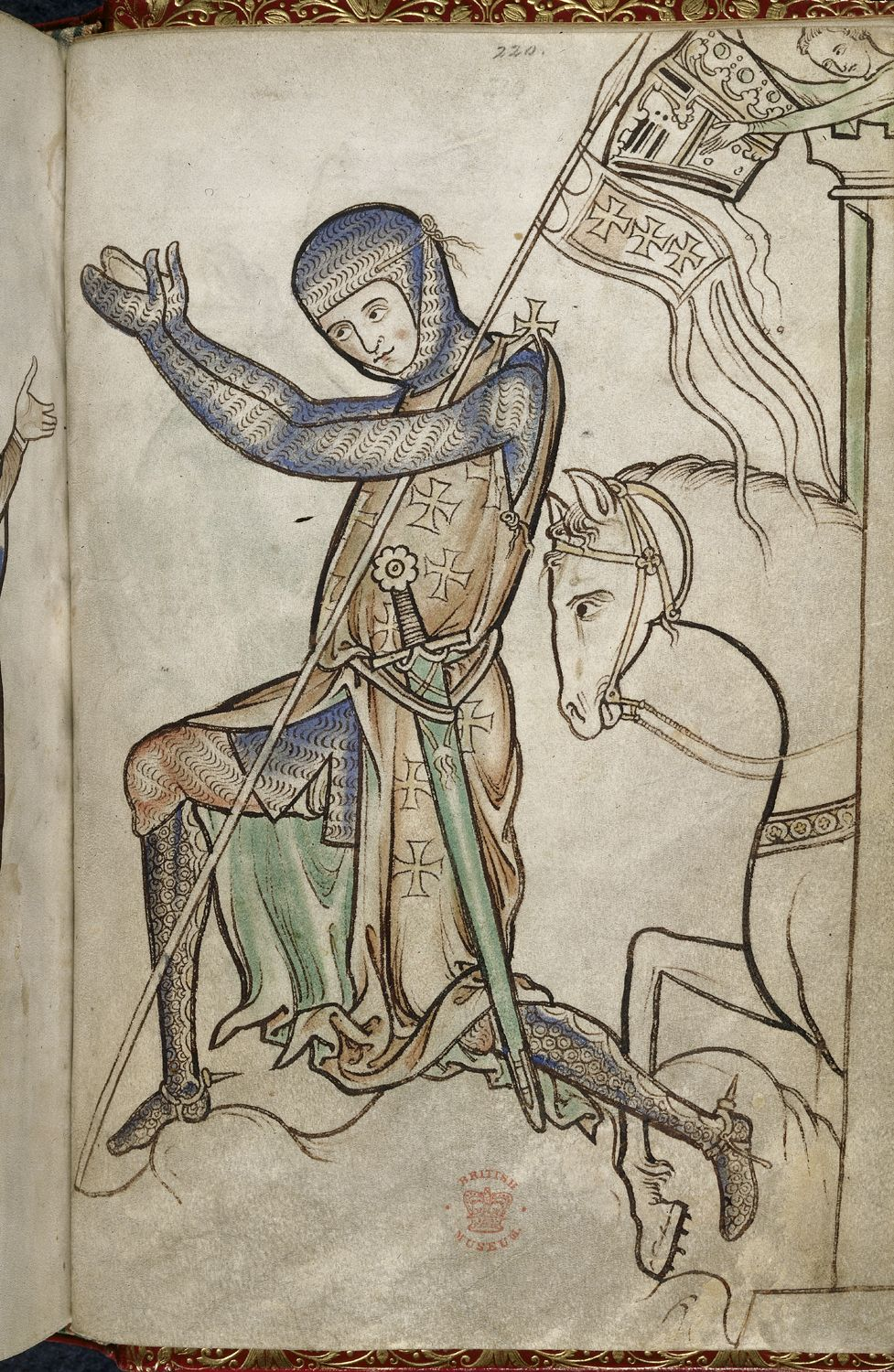
Detall de la miniatura del Saltiri de Westminster, 1250 o posterior, Royal MS 2 A XXII, f. 220

El Saltiri de Westminster, Biblioteca Britànica, MS Royal 2 A XXII, és un saltiri anglés il·luminat, del voltant del 1200, amb alguns fulls afegits amb dibuixos tintats del voltant del 1250. És el saltiri més antic que es conserva en l'Abadia de Westminster, i se suposa que isqué de Westminster després de la dissolució dels monestirs. Entrà en l'Antiga Biblioteca Reial com a part de la col·lecció de John Theyer, comprada per Carles II d'Anglaterra el 1678. Tant les il·luminacions de l'original com els dibuixos interpolats a tota pàgina, són importants exemples de la pintura de manuscrits anglesos de les seues respectives èpoques.

## Descripció
El manuscrit té 224 fulls amb unes dimensions de pàgina de 230 x 155 mm i una superfície de text característica de 160 x 95 mm. L'enquadernació n'és moderna, de l'any 1932. El contingut comença amb un calendari, il·lustrat amb els signes del Zodíac en petits cercles (ff. 4r-10v), amb Escorpió com a drac. Tot seguit, hi ha cinc miniatures a tota pàgina amb un fons daurat, que presenten: l'Anunciació, la Visitació, la Madonna i el xiquet seguts, un Maiestas Domini envoltat dels símbols dels Evangelistes i el rei David tocant l'arpa (ff 12v-14v). David s'enfronta a la gran inicial de Beat (f 15r) que comença el text del Llibre dels Salms, que conté tres passatges de la vida de David al llarg de la tija de la "B": David decapitant Goliat, portant el seu cap a Saül, i tocant l'arpa, coronat com a rei. Això ocupa uns dos terços de la pàgina. Les deu seccions angleses habituals en què es divideixen els salms es marquen amb inicials decorades més menudes, algunes d'historiades amb figures. Aquestes indiquen el començament dels salms 26 (f 38v), 38 (f 53r), 51 (f 66), 51 i 52 (f 66r i v), 68 amb Jonàs llançat del vaixell i pujat sobre la balena (f 80v ), 80 (f 98r), 97 (f 114r), 101 amb Crist en la caplletra, i un frare agenollat a sota amb un pergamí que diu "Senyor, escolta la meua pregària" (f 116), i 109 amb la Trinitat (f 132 ). Les inicials al començament dels altres salms són en roig, verd i blau, amb decoració. Alguns farciments decoratius tenen caps d'animals. Els salms van seguits de lletanies, amb el sant reial Eduard el Confessor, que reconstruí l'Abadia de Westminster, escrit en or en el f 182 (igual que en el calendari del f 5), i oracions especials per a Eduard i Sant Pere, el patró de l'abadia.

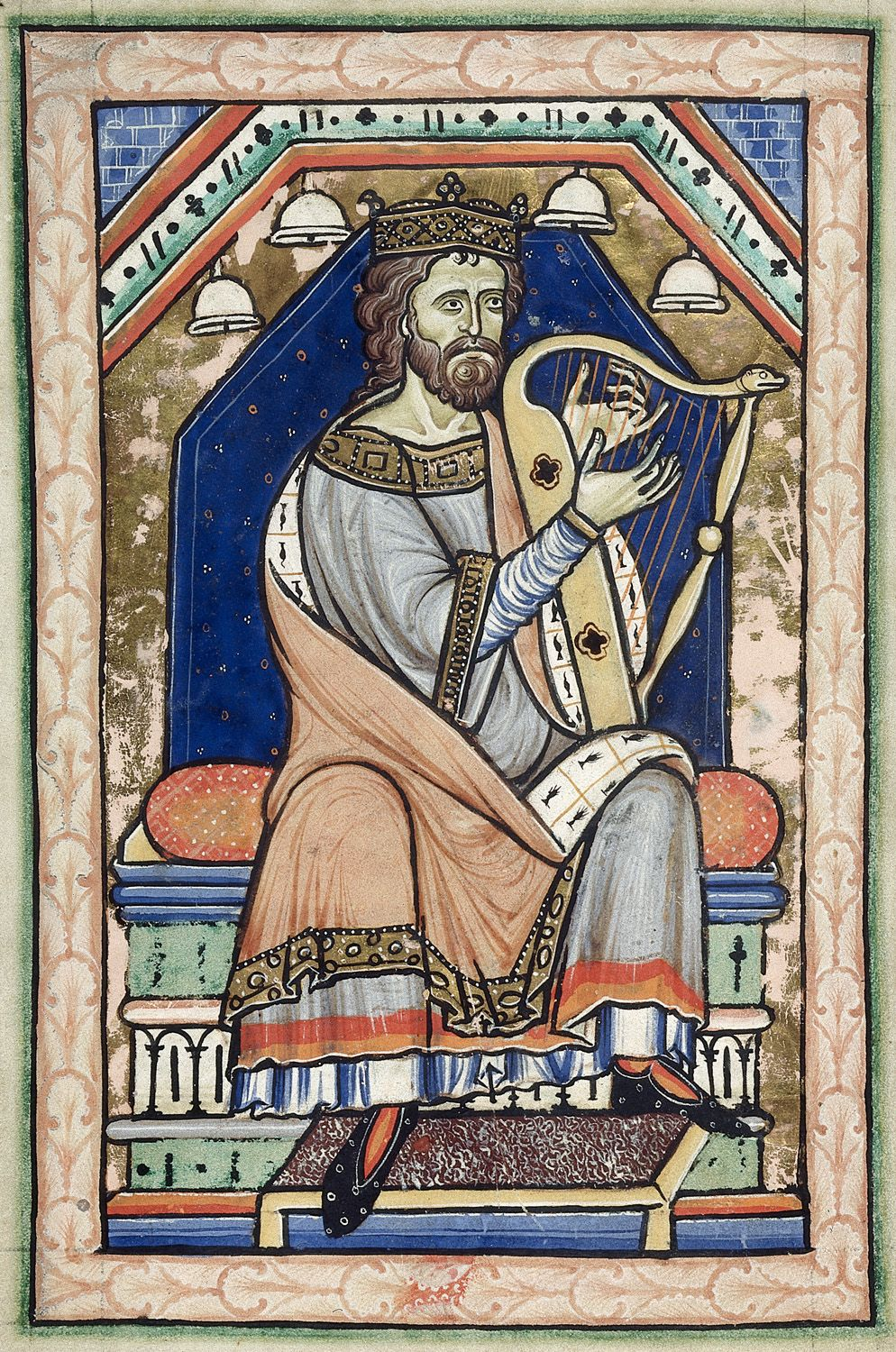
El rei David tocant l'arpa al començament dels Salms, f 14v

Cap al 1250 d'hi afegiren cinc dibuixos acolorits a tota pàgina en fulls anteriorment en blanc (ff 219v-221v). Aquests dibuixos mostren: un rei i un cavaller agenollat en folis enfrontats; Cristòfor de Lícia portant el xiquet Jesús, un arquebisbe i, en acabant, el cap de Crist en un format associat a les imatges de la Santa Faç, amb una oració a sota referida a aquesta relíquia. Fins al segle XV s'hi afegiren oracions i antífones, i fins i tot un dibuix d'un home nu de la fi del segle XIV o del XV.

## Història
Se suposa que el manuscrit fou encarregat per a l'Abadia de Westminster pel monjo que apareix en el full 116, que potser era William Postard, abat del 1191 al 1200, o Ralph de Arundel, abat des del 1200 fins que "en fou deposat per prepotència" el 1214. Segons un estudiós, el calendari reflecteix els canvis d'"actualització" d'algunes festes que va introduir Ralph com a abat. Quant a les marques que reflecteixen el nombre de lliçons que han de llegir-se i les capes pluvials que han de dur, tot i que estilísticament seria possible una data tan primerenca com la del 1180, el patró d'addicions indica que es va mantenir en ús per als serveis des de la seua creació fins a la dissolució del monestir al 1540,;i apareix en un inventari realitzat el 1388 del contingut de la sagristia, que engloba 17 llibres emprats en els serveis, enfront dels de la biblioteca del monestir, així com en un altre inventari del 1540. Com molts llibres monàstics, la seua història resta poc clara durant un temps, abans que reaparega en la col·lecció del bibliòfil antiquari John Theyer (1597-1673), que feu algunes anotacions en el llibre. Després de la seua mort, la col·lecció, la va comprar el llibreter londinenc Robert Scott per a l'Antiga Biblioteca Reial, que al seu torn fou donada per Jordi II al Museu Britànic el 1757.
Alguns escriptors, com ara Nigel Morgan, pensen que tota la il·lustració del segle xiii  se'n va produir a Londres, tot i que les primeres miniatures a tota pàgina són d'un mestre itinerant, i això es reflecteix en l'entrada del catàleg de Deirdre Jackson per a l'exposició de Manuscrits Reials de la Biblioteca Britànica del 2011-12. Janet Backhouse, però, conservadora de Manuscrits Il·luminats de la Biblioteca Britànica, descrigué les miniatures prefabricades com "Anglaterra, segurament Sant Albà o Winchester" en un llibre del 1997, i el lloc web de la BB va usar-ne una fórmula semblant a la fi del 2011, tot i que assignant els dibuixos acolorits a "Westminster". Com que les miniatures a tota pàgina del prefaci se'n troben en un conjunt separat, la seua producció no té per què coincidir amb la de les caplletres pel que fa al temps o al lloc, i "és quasi segur que es van fer de manera independent abans de ser enquadernades en el llibre".
La representació detallada del vestit de les figures en els dibuixos acolorits ha estat discutida i copiada en obres sobre la història del vestit des de la fi del segle XVIII; en concret, la sobreveste sense mànigues i amb costures obertes que duu l'ausberg del cavaller agenollat s'usa sovint com a exemple d'aquesta innovació del món islàmic.

## Estil de les miniatures
Nigel Morgan fou el primer que va distingir-ne cinc mans en la decoració, tres en l'obra originària del 1200, una altra de cap al 1250, i la darrera (l'home nu) més tardana. El primer artista en feu els cercles del calendari, la caplletra del Beat i les altres, tret de la del monjo del f 116, que la va fer un altre artista. Entre els dos se suposa que foren responsables de les altres caplletres decorades i dels adorns de text. És molt possible que es tractàs de monjos de Westminster, mentre que les miniatures preelaborades a tota pàgina les faria un artista de més qualitat, que podria ser un "professional laic itinerant", ja que la seua obra es troba també en les caplletres d'una bíblia realitzada a l'Abadia de Sant Albà, ara en el Trinity College de Cambridge (al el núm. MS B. 5.3). El seu estil té influència dels artistes responsables de les obres posteriors de la Bíblia de Winchester, que també feren les pintures murals de la sala capitular de Vilanova de Sixena, a Osca (Aragó), i de les de la capella del Sant Sepulcre de la Catedral de Winchester. Les miniatures estan al cim de la pintura romànica i gòtica. Morgan diu del seu estil: "Les formes de les figures són molt substancials, estàtiques i arredonides, amb patrons de plecs prou naturals. Els rostres són de tipus bizantí, però amb un modelatge més suau en tons més clars de color que donen lloc a expressions més suaus", i afirma que la seua "formació a Winchester sembla estar fora de tot dubte".
Els cinc dibuixos acolorits afegits al 1250 són d'un estil associat a Anglaterra, i més conegut per l'obra contemporània de Mateu de París en Sant Albà, tot i que era una especialitat anglesa des de l'època anglosaxona. Es tracta d'un dibuix a ploma amb un fort contorn, acolorit amb lleus pinzellades (l'arquebisbe està només a tinta, potser inconclús). És possible que estiguen relacionats amb un saltiri, ara perdut, també de Westminster i registrat en l'inventari del 1388, del qual es diu que el va regalar Enric III (r. 1216-1272), que estava reconstruint l'abadia d'Eduard el Confessor i també el seu Palau de Westminster en aqueixa època. Hi ha referències documentals a pintures relacionades amb les obres de tots dos edificis, hui totes perdudes.
Com la majoria de dibuixos de tinta anglesos d'aqueixa època, s'atribuïren llavors a Mateu de París o a la seua "escola de Sant Albà". Els acadèmics, però, els consideren hui característics d'un estil londinenc diferent: "L'obra de Westminster té rostres més detallats i refinats, i els contorns i plecs interns mostren efectes de línia més dentats. Hi ha un professionalisme sofisticat en el dibuix que contrasta amb l'estil consumat, però un poc ingenu de Mateu".

## Iconografia
La iconografia de tots dos treballs d'il·lustració s'ha relacionat amb la creixent afirmació del poder reial típica de l'època. Meyer Schapiro remarcà les estretes semblances entre algunes de les miniatures anteriors i les del Saltiri de Glazier, lleument posterior, ara en la Pierpont Morgan Library de Nova York, en particular en les seues miniatures de Crist en Majestat. Analitza en les miniatures de Glazier un programa relacionat amb les controvèrsies sobre l'equilibri entre el poder de les monarquies i l'Església, que foren molt intenses en aqueixa època, tot i que troba el Saltiri de Glazier probablement al costat de l'Església en la discussió. Les miniatures de Westminster manquen d'alguns trets distintius del Saltiri de Glazier; la representació, però, de la "dinastia sagrada" de David, Maria i Jesús pot continuar sent significativa, tot i que "la idea és menys clara, menys sistemàtica, que en el llibre posterior".

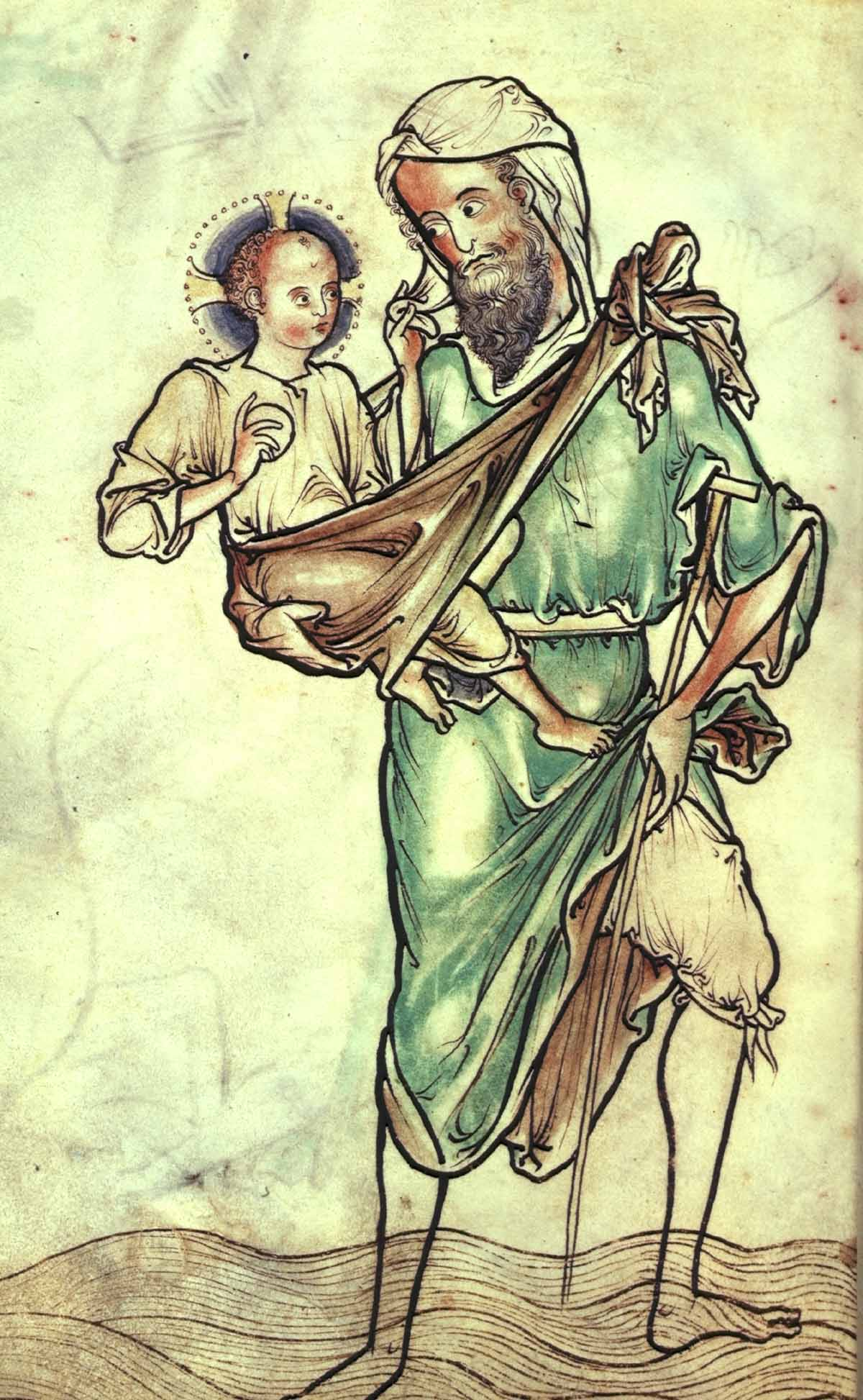
Cristòfor de Lícia amb Jesús, f 220v, potser la primera imatge d'aquest tipus en l'art anglés

L'agrupació dels cinc dibuixos tintats és més inusual, perquè combinen les imatges de sant Cristòfor i el rostre de la Santa Faç, amb tres figures dels tres estaments de la societat d'aleshores - l'arquebisbe no sembla pas representar un sant, malgrat ser davant de sant Cristòfor. La imatge de la Santa Faç era popular en aqueixa època, i apareix en manuscrits anglesos, però sant Cristòfor era un sant recentment popular al nord d'Europa, i el dibuix de Westminster és "potser la primera aparició aïllada en l'art anglés".
L'insòlit dibuix del cavaller, amb el cavall i l'escuder darrere, portant creus a l'estendard i sobreveste, agenollat davant el rei, s'ha descrit com "una representació crucial no sols de la relació de responsabilitat mútua imposada pel sistema feudal, sinó també del codi cavalleresc del qual el rei cristià, sobretot en les croades, n'era l'exponent suprem". En una anàlisi del rol canviant de la "nova cavalleria" del segle xiii, un altre acadèmic esmenta el dibuix com un dels molts exemples d'art que mostren "nocions exaltades de la cavalleria i el seu elevat propòsit moral", i argumenta que el rei pot representar Eduard el Confessor, i el dibuix relacionar-se amb Enric III agafant la creu. Enric esdevingué un crucesignatus, s'allistà a les croades en tres ocasions durant el seu llarg regnat, tot i que no hi anà pas mai. La segona ocasió, al març del 1250, en un moment en què la campanya de Lluís IX de França a Egipte en la Setena Croada semblava estar a punt d'aconseguir èxit, ha desconcertat els historiadors des de Mateu de París, i molts indiquen que el principal motiu d'Enric seria reclamar una part de les grans recompenses d'una conquesta d'Egipte, o bé prendre el control de l'entusiasme generalitzat per les croades que s'havia apoderat de les classes militars angleses, amb implicacions polítiques i financeres per a la corona.
L'expedició proposada per Enric s'acompanyà d'una campanya de "propaganda" artística, "aparentment limitada al 1251-52", que incloïa les decoracions pintades registrades a la Cambra d'Antioquia del Palau de Westminster, que mostren el setge d'Antioquia del 1097-98, la primera gran victòria de les croades, i altres obres del Palau de Clarendon i del Castell de Winchester. D'aquestes, les úniques obres que es conserven, a part del dibuix, són els taulells de l'Abadia de Chertsey, potser fets en un principi per a un palau reial, que mostren el combat de Ricard Cor de Lleó i Saladí, entre altres escenes, i alguns de Westminster. El 1254 Enric suggerí que la rededicació de la nova Abadia de Westminster se celebràs el dia de Sant Eduard, a l'octubre del 1255, abans del seu planejat embarcament; de fet, es va veure desviat per a solucionar els aldarulls en les seues possessions de Gascunya i, siguen qui siguen les seues intencions, mai no van arribar a concretar-se.

## Exposicions
Ara el manuscrit no s'exposa pas  normalment, però s'ha exposat al Museu Britànic, Art anglés 1934 i Il·lustració de llibres anglesos, 966-1846 1965; al Museu Metropolità d'Art de Nova York, L'any 1200 1970, a la Galeria Hayward, Art romànic anglés 1066-1200 1984; a la Reial Acadèmia d'Art, Edat de la Cavalleria: Art in Plantagenet England 1200-1400, 1987. Es va exposar a la British Library els 2011-2012 en l'exposició Royal Manuscripts: The Genius of Illumination, que mostrà l'obertura a ff. 14v-15r amb David enfront de la caplletra del Beat, i amb els dibuixos del cavaller i el rei, i l'obertura de l'Anunciació i la Visitació, ha estat la vista més exposada.